# Богуслав Еберманн
Богуслав Еберманн (чеськ. Bohuslav Ebermann; 19 вересня 1948, Вочов, Чехословаччина) — чехословацький хокеїст, лівий нападник.
Чемпіон світу 1977. Член зали слави чеського хокею (2010) та «Клубу хокейних снайперів» (291 гол).

## Клубна кар'єра
В чемпіонаті Чехословаччини грав за «Шкоду» із Пльзені (1968, 1970–1981) та їглавську «Дуклу» (1968–1970). У складі армійського клубу двічі вигравав національний чемпіонат (1989, 1970). Всього в чехословацькій лізі провів 427 матчів (211 голів). В подальшому виступав за швейцарську «Лозанну» (1981–1983) та французький «Гренобль» (1983–1990).

## Виступи у збірній
У складі національної збірної був учасником двох Олімпіад (1976, 1980). В Інсбруку здобув срібну нагороду.
Брав участь у шести чемпіонатах світу та Європи (1974, 1975, 1977–1979, 1981). Чемпіон світу 1977; другий призер 1974, 1975, 1978, 1979; третій призер 1981. На чемпіонатах Європи — одна золота (1977), чотири срібні (1974, 1975, 1978, 1979) та одна бронзова нагорода (1981). Фіналіст Кубка Канади 1976 (4 матчі, 1 гол).
На чемпіонатах світу та Олімпійських іграх провів 57 матчів (21 закинута шайба), а всього у складі збірної Чехословаччини — 177 матчів (80 голів).

## Нагороди та досягнення
| Нагороди                  | Команда          | Кіл. | Роки                   |
| ------------------------- | ---------------- | ---- | ---------------------- |
| Олімпійські ігри          |                  |      |                        |
| Срібло                    | Чехословаччина   | 1    | 1976                   |
| Чемпіонат світу та Європи |                  |      |                        |
| Золото                    | Чехословаччина   | 1    | 1977                   |
| Срібло                    | Чехословаччина   | 4    | 1974, 1975, 1978, 1979 |
| Бронза                    | Чехословаччина   | 1    | 1981                   |
| Чемпіонат Чехословаччини  |                  |      |                        |
| Золото                    | «Дукла» (Їглава) | 2    | 1969, 1970             |